# لیناردو اوزه‌بیو
لیناردو اوزه‌بیو (به پرتغالی: Leandro da Fonseca Euzébio) مدافع اهل برزیل است که در شهر Cabo Frio و در تاریخ ۱۸ اوت ۱۹۸۱ به دنیا آمده‌است.
لیناردو اوزه‌بیو در تیم‌های فوتبال Fluminense سابقهٔ حضور دارد.